# Robert van der Werff
Robert van der Werff (1975) is een Nederlandse voormalige triatleet en duatleet uit Utrecht. Hij werd Nederlands kampioen duatlon op de Powerman-afstand en Nederlands kampioen triatlon op de middenafstand.

## Loopbaan
Zijn eerste succes behaalde Van der Werff in 2004 met het winnen van een zilveren medaille bij het NL middenafstand. In de twee jaren hierna werd hij respectievelijk derde en eerste. In april 2006 werd hij eveneens Nederlands kampioen op de Powerman-afstand in Horst aan de Maas. Hij eindigde bij dit evenement, dat tevens dienstdeed als Europees kampioenschap, op een elfde plaats overal. Met een finishtijd van 2:54.09 eindigde hij bijna tien minuten achter de Belgische winnaar Benny Vansteelant, die in 2:44.12 over de finish kwam. Na het winnen van zijn twee Nederlandse titels in 2006 zette hij een punt achter zijn 13-jarige sportcarrière. 
Hierna richtte Van der Werff zich aansluitend enkele jaren op het lopen van lange afstanden en liep hij daarbij nog enkele marathons, zoals de marathon van Amsterdam (2006), marathon van Rotterdam (2007), marathon van Eindhoven (2007) en de marathon van Utrecht (2008).

## Titels
- Nederlands kampioen triatlon op de middenafstand - 2006
- Nederlands kampioen Powerman - 2006

## Belangrijke prestaties

### Duatlon
- 2006: 11e EK Powerman (1e NK) - 2:54.09

### Triatlon
- 2002: 8e NK middenafstand
- 2004:  NK middenafstand - 3:55.59
- 2005:  NK middenafstand - 3:53.48
- 2006:  NK middenafstand - 3:50.10

### Atletiek
- 2004: 42e Montferland Run - 52.33
- 2006: 90e marathon van Amsterdam - 2:54.22
- 2007: 12e Groet uit Schoorl Run - 1:58.27
- 2007: 219e marathon van Rotterdam -  3:08.57
- 2007: 40e marathon van Eindhoven - 3:28.24
- 2007: 5e Halve marathon van Texel - 1:21.15
- 2007:  30 van Amsterdam Noord - 1:57.45
- 2007: 27e Loopfestijn Voorhuizen - 35.34
- 2007: 68e City-Pier-City Loop - 1:18.11
- 2008: 57e Halve marathon van Egmond - 1:21.11
- 2008: 14e marathon van Utrecht - 2:57.16